# Mason Holgate
Mason Anthony Holgate (Doncaster, 22 oktober 1996) is een Engels professioneel voetballer die doorgaans als verdediger speelt. Hij debuteerde in 2024 in het Jamaicaans elftal.

## Clubcarrière
Holgate speelde in de jeugd van Barnsley, waarna hij in 2014 doorstroomde naar het eerste elftal. Hij maakte op 2 december 2014 zijn debuut in het eerste elftal, in een wedstrijd tegen Doncaster Rovers. In de laatste competitiewedstrijd van het seizoen 2014/15, tegen Rochdale, maakte Holgate zijn eerste doelpunt in het profvoetbal. In augustus 2015 tekende hij een contract tot medio 2020 bij Everton. Hiervoor maakte hij op 13 augustus 2016 zijn debuut, in de seizoensopener tegen Tottenham Hotspur (1−1). Hij speelde de volledige 90 minuten mee.
Holgate stond uiteindelijk tien jaar lang onder contract bij Everton. In deze periode werd hij een aantal keer verhuurd, te weten aan West Bromwich Albion, Southampton, Sheffield United en nogmaals West Bromwich Albion. Medio 2025 werd het aflopende contract van Holgate bij Everton niet verlengt en ging hij in Qatar voetballen.

## Clubstatistieken
| Seizoen | Club                   | Competitie     | Competitie | Competitie | Beker | Beker | Internationaal | Internationaal | Play-offs | Play-offs | Totaal | Totaal |
| Seizoen | Club                   | Competitie     | Wed.       | Dlp.       | Wed.  | Dlp.  | Wed.           | Dlp.           | Wed.      | Dlp.      | Wed.   | Dlp.   |
| ------- | ---------------------- | -------------- | ---------- | ---------- | ----- | ----- | -------------- | -------------- | --------- | --------- | ------ | ------ |
| 2014/15 | Barnsley               | League One     | 20         | 1          | 2     | 0     | –              | –              | –         | –         | 22     | 1      |
| 2015/16 | Everton                | Premier League | 0          | 0          | 0     | 0     | –              | –              | –         | –         | 0      | 0      |
| 2016/17 | Everton                | Premier League | 18         | 0          | 3     | 0     | –              | –              | –         | –         | 21     | 0      |
| 2017/18 | Everton                | Premier League | 15         | 0          | 2     | 0     | 4              | 0              | –         | –         | 21     | 0      |
| 2018/19 | Everton                | Premier League | 5          | 0          | 1     | 0     | –              | –              | –         | –         | 6      | 0      |
| 2018/19 | → West Bromwich Albion | Championship   | 19         | 1          | 2     | 0     | –              | –              | 2         | 0         | 23     | 1      |
| 2019/20 | Everton                | Premier League | 27         | 0          | 5     | 1     | –              | –              | –         | –         | 32     | 1      |
| 2020/21 | Everton                | Premier League | 28         | 1          | 3     | 0     | -              | -              | –         | –         | 31     | 1      |
| 2021/22 | Everton                | Premier League | 25         | 2          | 4     | 1     | -              | -              | –         | –         | 29     | 3      |
| 2022/23 | Everton                | Premier League | 8          | 0          | 1     | 0     | -              | -              | –         | –         | 9      | 0      |
| 2023/24 | → Southampton          | Championship   | 5          | 0          | 2     | 0     | –              | –              | –         | –         | 7      | 0      |
| 2023/24 | → Sheffield United     | Premier League | 10         | 0          | 0     | 0     | –              | –              | –         | –         | 10     | 0      |
| 2024/25 | Everton                | Premier League | 1          | 0          | 0     | 0     | –              | –              | –         | –         | 1      | 0      |
| 2024/25 | → West Bromwich Albion | Championship   | 26         | 1          | 1     | 0     | –              | –              | –         | –         | 27     | 1      |
| Totaal  | Totaal                 | Totaal         | 207        | 6          | 26    | 2     | 4              | 0              | 2         | 0         | 239    | 8      |

## Interlandcarrière
Holgate speelde in 2015 en 2016 voor Engeland −20, het eerste nationale jeugdelftal waarvoor hij werd geselecteerd. Hij haalde met Engeland −21 de halve finale van het EK –21 van 2017.
Holgate is van Jamaicaanse afkomst via zijn grootouders en kwam in aanmerking om zowel Engeland als Jamaica internationaal te vertegenwoordigen. In oktober 2024 maakte hij zijn interlanddebuut voor Jamaica.